# Temple protestant de Mens
Le temple protestant de Mens est un lieu de culte situé place de la Halle, à Mens en Isère. La paroisse de Trièves-Mathésine est membre de l'Église protestante unie de France.

## Histoire
En 1561, le pasteur Eymard Pichon, de Grenoble, dresse une Église réformée à Mens. Sous l'aile protectrice du chef protestant François de Bonne, duc de Lesdiguières, le bourg devient un bastion militaire protestant. Il impose ainsi la paix dans le Dauphiné durant les années des guerres de Religion, jusqu’à la trêve de 1589. Mens compte alors près de mille fidèles et est surnommée la « petite Genève des Alpes ». 
Après la révocation de l'édit de Nantes en 1685, les assemblées clandestines se multiplient au « Désert », dans la montagne, assisté de pasteurs itinérants formés au Séminaire de Lausanne. S'illustre en particulier à cette époque le Pasteur Colombe (1731-1813).
La liberté de culte est instaurée avec la Révolution et la Déclaration des droits de l'homme et du citoyen de 1789. Les articles organiques de 1802 organise l’Église réformée en Consistoires. Plus de la moitié des habitants à l’est du Trièves se déclarent alors protestants à Mens, Saint-Jean-d’Hérans, Saint-Baudille-et-Pipet. Le pasteur suisse Félix Neff (1797-1829) réorganise les paroisses,. Le temple est inauguré en 1826 dans l'ancienne maison de Lesdiguières. En 1829, le pasteur André Blanc ouvre une école publique à Mens. Cinq ans plus tard, le protestant François Guizot, alors ministre de l’instruction publique, la transforme en école modèle, première école normale primaire de l'Isère, pour former les futurs instituteurs. De nombreux élèves viennent y recevoir son enseignement.   
Pendant la Seconde Guerre mondiale, la paroisse participe au sauvetage de Juifs, en liaison avec la paroisse du temple protestant de Grenoble, avec le pasteur Pierre Gothié.

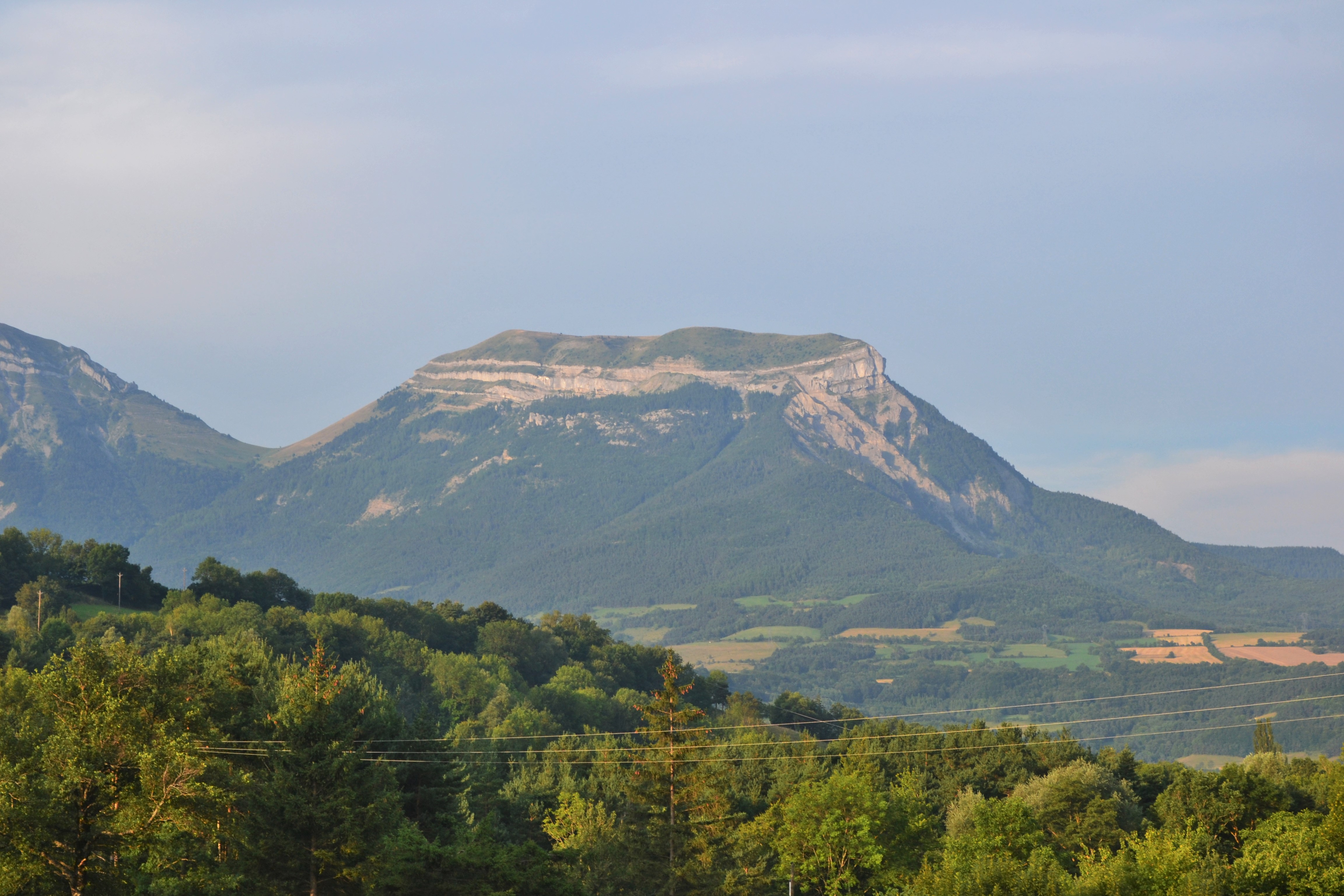
Le bonnet de Calvin, près de La Salle-en-Beaumont.

Le sommet Le Châtel à proximité de Mens est communément appelé “Le Bonnet de Calvin”, cause de la forme caractéristique de son relief qui rappelle le bonnet du réformateur Jean Calvin. La paroisse est depuis 2009 sur l'itinéraire de randonnée Sur les pas des huguenots,.